# Mecz lekkoatletyczny młodzieżowców Niemcy – Polska – Austria/Szwajcaria 2009
Mecz lekkoatletyczny młodzieżowców Niemcy – Polska – Austria / Szwajcaria 2009 – impreza lekkoatletyczna, która odbyła się 13 sierpnia 2009 na Stadionie olimpijskim w Berlinie. W zawodach wzięli udział zawodnicy z rocznika 1987 oraz młodsi startujący w barwach trzech zespołów: Niemiec, Polski oraz połączonej reprezentacji Austrii i Szwajcarii. 
Wśród mężczyzn triumfowali Niemcy (168 pkt) przed Polską (153) i Austrią/Szwajcarią (70).
U kobiet również zwyciężyły Niemki (192), drugie były Polki (129) a połączona reprezentacja Austrii i Szwajcarii zgromadziła 74 punkty.

## Rezultaty

### Mężczyźni

#### Bieg na 100 metrów
| Pozycja | Zawodnik     | Wynik |
| ------- | ------------ | ----- |
| 1.      | Olaf Paruzel | 10,67 |
| 2.      | Alwin Flohr  | 10,70 |
| 3.      | Jan Quade    | 10,80 |

#### Bieg na 200 metrów
| Pozycja | Zawodnik          | Wynik |
| ------- | ----------------- | ----- |
| 1.      | Kamil Kryński     | 21,47 |
| 2.      | Bernhard Chudarek | 21,51 |
| 3.      | Roy Schmidt       | 21,64 |

#### Bieg na 400 metrów
| Pozycja | Zawodnik           | Wynik |
| ------- | ------------------ | ----- |
| 1.      | Jakub Krzewina     | 47,18 |
| 2.      | Michał Pietrzak    | 47,60 |
| 3.      | Alexander Meisolle | 47,70 |

#### Bieg na 800 metrów
| Pozycja | Zawodnik         | Wynik   |
| ------- | ---------------- | ------- |
| 1.      | Sören Ludolph    | 1:51,32 |
| 2.      | Sebastian Keiner | 1:51,32 |
| 3.      | Artur Ostrowski  | 1:51,79 |

#### Bieg na 1500 metrów
| Pozycja | Zawodnik       | Wynik   |
| ------- | -------------- | ------- |
| 1.      | Arthur Lenz    | 3:46,80 |
| 2.      | Johannes Raabe | 3:47,30 |
| 3.      | Marco Kern     | 3:47,62 |

#### Bieg na 3000 metrów
| Pozycja | Zawodnik         | Wynik   |
| ------- | ---------------- | ------- |
| 1.      | Philipp Pflieger | 8:31,21 |
| 2.      | Łukasz Kujawski  | 8:35,12 |
| 3.      | Damian Kabat     | 8:37,75 |

#### Bieg na 110 metrów przez płotki
| Pozycja | Zawodnik         | Wynik |
| ------- | ---------------- | ----- |
| 1.      | Erik Balnuweit   | 13,83 |
| 2.      | Dominik Bochenek | 13,97 |
| 3.      | Paul Dittmer     | 14,37 |

#### Bieg na 400 metrów przez płotki
| Pozycja | Zawodnik             | Wynik |
| ------- | -------------------- | ----- |
| 1.      | Silvio Schirrmeister | 50,45 |
| 2.      | Radosław Czyż        | 51,53 |
| 3.      | Rafał Omelko         | 51,62 |

#### Bieg na 3000 metrów z przeszkodami
| Pozycja | Zawodnik         | Wynik   |
| ------- | ---------------- | ------- |
| 1.      | Artur Olejarz    | 8:56,50 |
| 2.      | Arkadiusz Ankiel | 9:05,05 |
| 3.      | Marcus Schofisch | 9:08,97 |

#### Skok wzwyż
| Pozycja | Zawodnik          | Wynik |
| ------- | ----------------- | ----- |
| 1.      | Benjamin Lauckner | 2,18  |
| 2.      | Piotr Śleboda     | 2,12  |
| 3.      | Bartosz Krocz     | 2,12  |

#### Skok o tyczce
| Pozycja | Zawodnik         | Wynik |
| ------- | ---------------- | ----- |
| 1.      | Łukasz Michalski | 5,55  |
| 2.      | Mateusz Didenkow | 5,40  |
| 3.      | Florian Sürth    | 5,20  |

#### Skok w dal
| Pozycja | Zawodnik           | Wynik |
| ------- | ------------------ | ----- |
| 1.      | Cezary Bagiński    | 7,45  |
| 2.      | Mario Kral         | 7,43  |
| 3.      | Timo Kirchenberger | 7,36  |

#### Trójskok
| Pozycja | Zawodnik           | Wynik |
| ------- | ------------------ | ----- |
| 1.      | Karol Hoffmann     | 15,88 |
| 2.      | Michał Lewandowski | 15,14 |
| 3.      | Martin Sailer      | 15,04 |

#### Pchnięcie kulą
| Pozycja | Zawodnik        | Wynik |
| ------- | --------------- | ----- |
| 1.      | Markus Bandekow | 18,29 |
| 2.      | Mateusz Mikos   | 18,15 |
| 3.      | Tobias Hepperle | 17,91 |

#### Rzut dyskiem
| Pozycja | Zawodnik       | Wynik |
| ------- | -------------- | ----- |
| 1.      | Michael Salzer | 57,57 |
| 2.      | Robert Urbanek | 57,54 |
| 3.      | Gordon Wolf    | 57,20 |

#### Rzut młotem
| Pozycja | Zawodnik             | Wynik |
| ------- | -------------------- | ----- |
| 1.      | Alexander Ziegler    | 68,04 |
| 2.      | Jerrit Lipske        | 66,34 |
| 3.      | Arkadiusz Milkiewicz | 64,53 |

#### Rzut oszczepem
| Pozycja | Zawodnik          | Wynik |
| ------- | ----------------- | ----- |
| 1.      | Robert Szpak      | 73,10 |
| 2.      | Piotr Frąckiewicz | 73,00 |
| 3.      | Lars Hamann       | 72,41 |

#### Sztafeta 4x100 metrów
| Pozycja | Reprezentacja                                                                       | Wynik |
| ------- | ----------------------------------------------------------------------------------- | ----- |
| 1.      | Niemcy · Eric Franke · Jan Quade · Kevin Sellke · Alwin Flohr                       | 40,21 |
| 2.      | Polska · Kamil Kryński · Jakub Adamski · Olaf Paruzel · Artur Zaczek                | 40,39 |
| 3.      | Austria · Manuel Prazak · Bernhard Chudarek · Dominik Distelberger · Ekemini Bassey | 40,82 |

#### Sztafeta 4x400 metrów
| Pozycja | Reprezentacja                                                                           | Wynik   |
| ------- | --------------------------------------------------------------------------------------- | ------- |
| 1.      | Niemcy · Sascha Eder · Benjamin Jonas · Niklas Zender · Marco Kaiser                    | 3:09,54 |
| 2.      | Austria · Dominik Distelberger · Florian Mayrhofer · Christian Smetana · Andreas Rapatz | 3:15,90 |
| 3.      | Tylko 2 sztafety zostały sklasyfikowane                                                 |         |

### Kobiety

#### Bieg na 100 metrów
| Pozycja | Zawodniczka       | Wynik |
| ------- | ----------------- | ----- |
| 1.      | Małgorzata Kołdej | 11,82 |
| 2.      | Leena Günther     | 11,95 |
| 3.      | Milena Pędziwiatr | 12,09 |

#### Bieg na 200 metrów
| Pozycja | Zawodniczka       | Wynik |
| ------- | ----------------- | ----- |
| 1.      | Anna Kiełbasińska | 23,84 |
| 2.      | Ruth Spelmeyer    | 23,92 |
| 3.      | Martyna Opoń      | 24,30 |

#### Bieg na 400 metrów
| Pozycja | Zawodniczka       | Wynik |
| ------- | ----------------- | ----- |
| 1.      | Janine Lindenberg | 53,66 |
| 2.      | Tina Polak        | 53,80 |
| 3.      | Lena Schmidt      | 54,18 |

#### Bieg na 800 metrów
| Pozycja | Zawodniczka       | Wynik   |
| ------- | ----------------- | ------- |
| 1.      | Angelika Cichocka | 2:05,84 |
| 2.      | Annett Horna      | 2:07,24 |
| 3.      | Carolin Walter    | 2:09,08 |

#### Bieg na 1500 metrów
| Pozycja | Zawodniczka    | Wynik   |
| ------- | -------------- | ------- |
| 1.      | Denise Krebs   | 4:22,91 |
| 2.      | Jennifer Wenth | 4:22,93 |
| 3.      | Anne Kebelring | 4:25,94 |

#### Bieg na 3000 metrów
| Pozycja | Zawodniczka         | Wynik   |
| ------- | ------------------- | ------- |
| 1.      | Cornelia Schwennen  | 9:38,43 |
| 2.      | Izabela Trzaskalska | 9:41,51 |
| 3.      | Anna Kordus         | 9:44,47 |

#### Bieg na 100 metrów przez płotki
| Pozycja | Zawodniczka       | Wynik |
| ------- | ----------------- | ----- |
| 1.      | Nadine Hildebrand | 13,35 |
| 2.      | Lisa Urech        | 13,47 |
| 3.      | Beate Schrott     | 13,58 |

#### Bieg na 400 metrów przez płotki
| Pozycja | Zawodniczka       | Wynik |
| ------- | ----------------- | ----- |
| 1.      | Jill Richards     | 57,63 |
| 2.      | Anja Bork         | 57,78 |
| 3.      | Katarzyna Janecka | 58,46 |

#### Bieg na 3000 metrów z przeszkodami
| Pozycja | Zawodniczka      | Wynik    |
| ------- | ---------------- | -------- |
| 1.      | Susanne Lutz     | 10:21,10 |
| 2.      | Mareike Schrulle | 10:25,39 |
| 3.      | Anna Wojtulewicz | 10:26,81 |

#### Skok wzwyż
| Pozycja | Zawodniczka    | Wynik |
| ------- | -------------- | ----- |
| 1.      | Julia Wanner   | 1,85  |
| 2.      | Jennifer Klein | 1,82  |
| 3.      | Urszula Domel  | 1,82  |

#### Skok o tyczce
| Pozycja | Zawodniczka         | Wynik |
| ------- | ------------------- | ----- |
| 1.      | Lisa Ryzih          | 4,20  |
| 2.      | Denise von Eynatten | 4,10  |
| 3.      | Daniela Höllwarth   | 4,10  |

#### Skok w dal
| Pozycja | Zawodniczka       | Wynik |
| ------- | ----------------- | ----- |
| 1.      | Sostene Moguenara | 6,24  |
| 2.      | Anna Jagaciak     | 6,13  |
| 3.      | Clélia Reuse      | 6,09  |

#### Trójskok
| Pozycja | Zawodniczka       | Wynik |
| ------- | ----------------- | ----- |
| 1.      | Katharina Schreck | 13,10 |
| 2.      | Ekaterina Menne   | 13,06 |
| 3.      | Kristin Gierisch  | 12,73 |
| 4.      | Agnieszka Rudnik  | 12,52 |

#### Pchnięcie kulą
| Pozycja | Zawodniczka         | Wynik |
| ------- | ------------------- | ----- |
| 1.      | Samira Burkhardt    | 16,13 |
| 2.      | Agnieszka Dudzińska | 15,59 |
| 3.      | Sophie Kleeberg     | 15,26 |

#### Rzut dyskiem
| Pozycja | Zawodniczka'   | Wynik |
| ------- | -------------- | ----- |
| 1.      | Julia Fischer  | 51,49 |
| 2.      | Antje Bormann  | 50,86 |
| 3.      | Izabela Ogórek | 49,64 |

#### Rzut młotem
| Pozycja | Zawodniczka     | Wynik |
| ------- | --------------- | ----- |
| 1.      | Carolin Paesler | 61,24 |
| 2.      | Mareike Nannen  | 58,63 |
| 3.      | Joanna Fiodorow | 56,83 |

#### Rzut oszczepem
| Pozycja | Zawodniczka        | Wynik |
| ------- | ------------------ | ----- |
| 1.      | Elisabeth Eberl    | 54,49 |
| 2.      | Sabine Kopplin     | 52,22 |
| 3.      | Sandra Schaffarzik | 50,21 |

#### Sztafeta 4 × 100 metrów
| Pozycja | Reprezentacja                                                                           | Wynik |
| ------- | --------------------------------------------------------------------------------------- | ----- |
| 1.      | Niemcy · Katharina Zenker · Leena Günther · Jessica Wenzel · Ruth Spelmeyer             | 45,16 |
| 2.      | Polska · Agnieszka Ceglarek · Małgorzata Kołdej · Milena Pędziwiatr · Anna Kiełbasińska | 45,53 |
| 3.      | Szwajcaria · Marlene Affentranger · Joelle Golay · Sandy Wittwer · Clelia Reuse         | 46,70 |

#### Sztafeta 4 × 400 metrów
| Pozycja | Reprezentacja                                                                       | Wynik   |
| ------- | ----------------------------------------------------------------------------------- | ------- |
| 1.      | Niemcy · Lena Schmidt · Jill Richards · Julia Kohser · Janin Lindenberg             | 3:36,49 |
| 2.      | Polska · Iga Baumgart · Agnieszka Leszczyńska · Joanna Jóźwik · Tina Polak          | 3:38,45 |
| 3.      | Austria · Stephanie Bendrat · ? Santner · Ramona Oberlechner · Olivia Raffelsberger | 3:50,68 |

## Występy reprezentantów Polski

### Mężczyźni

#### bieg na 100 m
- Jakub Adamski – zajął 4. miejsce
- Olaf Paruzel – zajął 1. miejsce

#### bieg na 200 m
- Kamil Kryński – zajął 1. miejsce
- Artur Zaczek – zajął 5. miejsce

#### bieg na 400 m
- Jakub Krzewina – zajął 1. miejsce
- Michał Pietrzak – zajął 2. miejsce
- Bartosz Kucharski – zajął 4. miejsce (poza konkursem)
- Mateusz Gościniak – zajął 5. miejsce (poza konkursem)

#### bieg na 800 m
- Artur Ostrowski – zajął 3. miejsce
- Szymon Krawczyk – zajął 6. miejsce

#### bieg na 1500 m
- Kamil Zieliński – zajął 6. miejsce
- Szymon Sznura – zajął 4. miejsce

#### bieg na 3000 m
- Damian Kabat – zajął 3. miejsce
- Łukasz Kujawski – zajął 2. miejsce

#### bieg na 3000 m z przeszkodami
- Arkadiusz Ankiel – zajął 2. miejsce
- Artur Olejarz – zajął 1. miejsce

#### bieg na 110 m przez płotki
- Dominik Bochenek – zajął 2. miejsce
- Maciej Wojtkowski – został zdyskwalifikowany

#### bieg na 400 m przez płotki
- Radosław Czyż – zajął 2. miejsce
- Rafał Omelko – zajął 3. miejsce

#### skok wzwyż
- Bartosz Krocz – zajął 3. miejsce
- Piotr Śleboda – zajął 2. miejsce

#### skok o tyczce
- Mateusz Didenkow – zajął 2. miejsce
- Łukasz Michalski – zajął 1. miejsce

#### skok w dal
- Konrad Podgórski – zajął 5. miejsce
- Cezary Bagiński – zajął 1. miejsce

#### trójskok
- Karol Hoffmann – zajął 1. miejsce
- Michał Lewandowski – zajął 2. miejsce

#### pchnięcie kulą
- Mateusz Mikos – zajął 2. miejsce
- Piotr Radziwon – zajął 4. miejsce

#### rzut dyskiem
- Robert Urbanek – zajął 2. miejsce
- Przemysław Czajkowski – zajął 4. miejsce

#### rzut młotem
- Paweł Fajdek – spalił wszystkie cztery próby (niesklasyfikowany)
- Arkadiusz Milkiewicz – zajął 3. miejsce

#### rzut oszczepem
- Robert Szpak – zajął 1. miejsce
- Piotr Frąckiewicz – zajął 2. miejsce

#### sztafeta 4 x 100 m
- Kamil Kryński, Jakub Adamski, Olaf Paruzel  oraz Artur Zaczek – zajęli 2. miejsce

#### sztafeta 4 x 400 m
- Michał Pietrzak, Radosław Czyż, Bartosz Kucharski oraz Jakub Krzewina – zostali zdyskwalifikowani

### Kobiety

#### bieg na 100 m
- Małgorzata Kołdej - zajęła 1. miejsce (poza konkursem)
- Agnieszka Ceglarek - zajęła 6. miejsce
- Milena Pędziwiatr - zajęła 3. miejsce

#### bieg na 200 m
- Anna Kiełbasińska – zajęła 1. miejsce
- Martyna Opoń – zajęła 3. miejsce

#### bieg na 400 m
- Tina Polak – zajęła 2. miejsce
- Iga Baumgart – zajęła 4. miejsce

#### bieg na 800 m
- Angelika Cichocka – zajęła 1. miejsce
- Monika Flis – zajęła 5. miejsce

#### bieg na 1500 m
- Sandra Michalak – zajęła 4. miejsce
- Monika Harasim – zajęła 6. miejsce

#### bieg na 3000 m
- Anna Kordus – zajęła 3. miejsce
- Izabela Trzaskalska – zajęła 2. miejsce

#### bieg na 3000 m z przeszkodami
- Anna Wojtulewicz – zajęła 3. miejsce
- Aleksandra Centkowska – zajęła 4. miejsce

#### bieg na 110 m przez płotki
- Justyna Rybak – zajęła 5. miejsce
- Zuzanna Leszczyńska – zajęła 6. miejsce

#### bieg na 400 m przez płotki
- Marzena Kościelniak – zajęła 4. miejsce
- Katarzyna Janecka – zajęła 3. miejsce

#### skok wzwyż
- Justyna Kasprzycka – zajęła 4. miejsce
- Urszula Domel – zajęła 3. miejsce

#### skok o tyczce
- Karmen Bunikowska – zajęła 4. miejsce
- Olga Frąckowiak – zajęła 5. miejsce

#### skok w dal
- Anna Jagaciak – zajęła 2. miejsce
- Małgorzata Reszka – zajęła 5. miejsce
- Magdalena Ogrodnik – zajęła 7. miejsce (poza konkursem)

#### trójskok
- Monika Olkiewicz – zajęła 5. miejsce
- Agnieszka Rudnik – zajęła 4. miejsce

#### pchnięcie kulą
- Agnieszka Dudzińska – zajęła 4. miejsce
- Marta Kaniewska – zajęła 2. miejsce

#### rzut dyskiem
- Marta Jaworowska – zajęła 4. miejsce
- Izabela Ogórek – zajęła 3. miejsce

#### rzut młotem
- Joanna Fiodorow – zajęła 3. miejsce
- Magdalena Szewa – zajęła 5. miejsce

#### rzut oszczepem
- Karolina Mor – zajęła 4. miejsce
- Agnieszka Lewandowska – zajęła 5. miejsce

#### sztafeta 4 × 100 m
- Agnieszka Ceglarek, Małgorzata Kołdej, Milena Pędziwiatr oraz Anna Kiełbasińska – zajęły 2. miejsce

#### sztafeta 4 × 400 m
- Iga Baumgart, Agnieszka Leszczyńska, Joanna Jóźwik, Tina Polak – zajęły 2. miejsce